# Фудбалска репрезентација Југославије 1933.
Фудбалска репрезентација Југославије је 1933. године одиграла осам утакмица, од којих су три одигране у Балканском купу, четири их је било пријатељских, док је једна одиграна у оквиру квалификација за Светско првенство 1934. Биланс је био три победе, два нерешена резултата и три пораза уз негативну гол-разлику. У овој сезони у репрезентацији су играла 36 фудбалера, од којих су њих осморица били дебитанти.

## Резултати
| #   | Датум  | Противник    | Рез.      | Стрелци | Стадион, Место                   | Глед.  | Судија                  | Састав | Врста | Извор                                      |
| --- | ------ | ------------ | --------- | --- | -------------------------------- | ------ | ----------------------- | --- | ----- | ------------------------------------------ |
| 58. | 03.04. | Шпанија      | 1:1 (0:1) | 0:1 Арсенијевић аг. 37‘, 1:1 Марјановић 60‘ (18) | Стадион БСК-а Београд            | 17.000 | Михаљ Иваншиц Мађарска  | Гласер (БСК 1/0), Ивковић (БАСК 36/0), Тошић (БАСК 7/0), Арсенијевић (БСК 33/0), Лехнер (Сла. О. 4/0), Марушић (Хај. 10/0), Тирнанић (БСК 27/5), Б. Марјановић (БСК 33/18), Ваљаревић (Кон. 1/0) (Н. Марјановић (БСК 1/0)), Вујадиновић (БСК 16/10), Зечевић (Југ. 11/4) Селектор:Бранислав Вељковић (1)          | ПУ    | Архивирано на веб-сајту (20. октобар 2013) |
| 59. | 07.05. | Швајцарска   | 1:4 (1:2) | 0:1 Фон Канел 4‘, 1:1 Хитрец 21‘ (10), 1:2 М. Абеглен 36‘, 1:3 М. Абеглен 61‘, 1:4 Јаецк 78‘                                                              | Стадион Хардтурм Цирих           | 20.000 | Енри Рагин Француска    | Гласер (БСК 2/0), Лукић (Југ. 4/0), Тошић (БАСК 8/0), Арсенијевић (БСК 34/0), Лехнер (Сла. О. 5/0), Марушић (Хај. 11/0), Тирнанић (БСК 28/5), Марјановић (БСК 34/18), Хитрец (ХАШК 11/10), Вујадиновић (БСК 17/10), Секулић (Југ. 7/0) Селектор:Бранислав Вељковић (2)                                            | ПУ    | Архивирано на веб-сајту (20. октобар 2013) |
| 60. | 03.06. | Грчка        | 5:3 (3:1) | 0:1 Симеонидис 3‘, 1:1 Кодрња 12‘ (1), 2:1 Кодрња 20‘ (2), 3:1 Живковић 42‘ (8),3:2 Рагос 50‘, 4:2 Кодрња 72‘ (3), 5:2 Живковић 79‘ (9), 5:3 Пиеракос 89‘ | Стадион ОНЕФ Букурешт            | 6.000  | Денис Ксифандо Румунија | Демић (Кон. 2/0), Загорац (Сла. С. 4/0), Белошевић (Кон. 1/0), Ралић (Кон. 4/0), Гајер (ХАШК 5/0), Лев (Кон. 1/0), Тирнанић (БСК 29/5), Ваљаревић (Кон. 2/0), Кодрња (Кон. 1/3), Живковић (Гра. 6/9), Кокотовић (Гра. 3/0) Селектор:Бранислав Вељковић (3)                                                        | БК    | Архивирано на веб-сајту (20. октобар 2013) |
| 61. | 07.06. | Бугарска     | 4:0 (2:0) | 1:0 Кокотовић 9‘ (1), 2:0 Живковић 20‘ (10), 3:0 Кокотовић 54‘ (2), 4:0 Кокотовић 75‘ (3)                                                                 | Стадион ОНЕФ Букурешт            | 5.000  | Ставрос Хацопулос Грчка | Чулић (Хај. 2/0) (Демић (Кон. 3/0)), Загорац (Сла. С. 5/0), Ковачић (ХАШК 5/0), Ралић (Кон. 5/0), Гајер (ХАШК 6/0), Лев (Кон. 2/0), Тирнанић (БСК 30/5), Ваљаревић (Кон. 3/0), Кодрња (Кон. 2/3), Живковић (Гра. 7/10), Кокотовић (Гра. 4/3) Селектор:Бранислав Вељковић (4)                                      | БК    | Архивирано на веб-сајту (20. октобар 2013) |
| 62. | 11.06. | Румунија     | 0:5 (0:5) | 0:1 Бодола 8‘, 0:2 Циолац 10‘, 0:3 Циолац 14‘, 0:4 Бодола 34‘, 0:5 Добаи 41‘                                                                              | Стадион ОНЕФ Букурешт            | 28.000 | Никола Дошев Бугарска   | Чулић (Хај. 3/0) (Демић (Кон. 4/0)), Загорац (Сла. С. 6/0), Рајковић (Гра. 2/0), Ралић (Кон. 6/0), Гајер (ХАШК 7/0), Лев (Кон. 3/0), Тирнанић (БСК 31/5), Ваљаревић (Кон. 4/0), Кодрња (Кон. 3/3), Живковић (Гра. 8/10), Кокотовић (Гра. 5/3) Селектор:Бранислав Вељковић (5)                                     | БК    | Архивирано на веб-сајту (20. октобар 2013) |
| 63. | 06.08. | Чехословачка | 2:1 (0:0) | 0:1 Кочиш 54‘, 1:1 Крагић 71‘ (1), 2:1 Кодрња 77‘ (4) | Стадион ХШК Конкордија Загреб    | 3.000  | Алоис Бернанек Аустрија | Гласер (БСК 3/0), Бивец (Гра. 1/0), Тошић (БАСК 9/0), Арсенијевић (БСК 35/0), Гајер (ХАШК 8/0), Марушић (Хај. 12/0), Тирнанић (БСК 32/5), Марјановић (БСК 35/18), Кодрња (Кон. 4/4), Крагић (Хај. 2/1), Кокотовић (Гра. 6/3) Селектор:Бранислав Вељковић (6)                                                      | ПУ    | Архивирано на веб-сајту (20. октобар 2013) |
| 64. | 10.09. | Пољска       | 3:4 (2:1) | 0:1 Наворт 10‘, 1:1 Вујадиновић 29‘ (11), 2:1 Вујадиновић 41‘ (12), 2:2 Наворт 46‘, 3:2 Мајовски 75‘, 4:2 Крол 88‘, 4:3 Тирнанић 89‘ (6)                  | Стадион Војска Полскјего Варшава | 8.000  | Степан Занишек Пољска   | Чулић (Хај. 4/0) (Јакшић (БАСК 7/0)), Димитријевић (Југ. 5/0), Тошић (БАСК 10/0), Арсенијевић (БСК 36/0), Лехнер (Сла. О. 6/0), Ђокић (Југ. 11/0) (Стевовић (БСК 1/0)), Тирнанић (БСК 33/6), Шурдоња (БСК 1/0), Марјановић (БСК 36/18), Вујадиновић (БСК 18/12), Глишовић (БСК 5/3) Селектор:Бошко Симоновић (25) | ПУ    | Архивирано на веб-сајту (20. октобар 2013) |
| 65. | 24.09. | Швајцарска   | 2:2 (0:0) | 1:0 Крагић 50‘ (2), 2:1 Марјановић 61‘ (19), 2:1 Фригерио 76‘, 2:2 В. Јаги 80‘                                                                            | Стадион БСК-а Београд            | 17.000 | Алоис Бернанек Аустрија | Спасић (Југ. 14/0), Ивковић (БАСК 37/0), Тошић (БАСК 11/0), Арсенијевић (БСК 37/0), Гајер (ХАШК 9/0), Марушић (Хај. 13/0), Тирнанић (БСК 34/6), Марјановић (БСК 37/19), Крагић (Хај. 3/2), Вујадиновић (БСК 19/12), Кокотовић (Гра. 7/3) Селектор:Бошко Симоновић (26)                                            | КСП   | Архивирано на веб-сајту (20. октобар 2013) |

### Биланс репрезентације у 1933.
| Година | Играла | Добила | Нерешила | Игубила | Голова дала | Голова примила | Гол-разлика |
| ------ | ------ | ------ | -------- | ------- | ----------- | -------------- | ----------- |
| 1933   | 8      | 3      | 2        | 3       | 18          | 19             | -1          |

### Укупан биланс репрезентације 1920 — 1933 год
| Година  | Играла | Добила | Нерешила | Игубила | Голова дала | Голова примила | Гол-разлика |
| ------- | ------ | ------ | -------- | ------- | ----------- | -------------- | ----------- |
| 1933    | 8      | 3      | 2        | 3       | 18          | 19             | -1          |
| 1920-32 | 57     | 22     | 4        | 31      | 113         | 146            | -33         |
| Укупно  | 65     | 25     | 6        | 34      | 131         | 165            | -34         |

### Играли 1933
| ред. бр | Име                    | Клуб             | Играо 1933. | Укупно играо | Голови 1933. | Укупно голова |
| ------- | ---------------------- | ---------------- | ----------- | ------------ | ------------ | ------------- |
| 1.      | Александар Тирнанић    | БСК              | 8           | 34           | 1            | 6             |
| 2.      | Благоје Марјановић     | БСК              | 5           | 37           | 2            | 19            |
| 2.      | Милорад Арсенијевић    | БСК              | 5           | 37           | 0            | 0             |
| 2.      | Драган Тошић           | БАСК             | 5           | 11           | 0            | 0             |
| 2.      | Иван Гајер             | ХАШК             | 5           | 9            | 0            | 0             |
| 2.      | Мирко Кокотовић        | Грађански        | 5           | 7            | 3            | 3             |
| 7.      | Ђорђе Вујадиновић      | БСК              | 4           | 19           | 2            | 12            |
| 7.      | Анђелко Марушић        | Хајдук Сплит     | 4           | 13           | 0            | 0             |
| 7.      | Славко Кодрња          | Конкордија       | 4           | 4            | 4            | 4             |
| 7.      | Светислав Ваљаревић    | Конкордија       | 4           | 4            | 0            | 0             |
| 11.     | Александар Живковић    | Грађански        | 3           | 8            | 3            | 10            |
| 11.     | Густав Лехнер          | Славија Осијек   | 3           | 6            | 0            | 0             |
| 11.     | Славко Загорац         | Славија Сарајево | 3           | 6            | 0            | 0             |
| 11.     | Бошко Ралић            | Конкордија       | 3           | 6            | 0            | 0             |
| 11.     | Сергије Демић          | Конкордија       | 3           | 4            | 0            | 0             |
| 11.     | Бартул Чулић           | Хајдук Сплит     | 3           | 4            | 0            | 0             |
| 11.     | Фрањо Гласер           | БСК              | 3           | 3            | 0            | 0             |
| 11.     | Павао Лев              | Конкордија       | 3           | 3            | 0            | 0             |
| 19.     | Милутин Ивковић        | БАСК             | 2           | 37           | 0            | 0             |
| 19.     | Владимир Крагић        | Хајдук Сплит     | 2           | 3            | 2            | 2             |
| 21.     | Јован Спасић           | Југославија      | 1           | 14           | 0            | 0             |
| 21.     | Иван Хитрец            | ХАШК             | 1           | 11           | 1            | 10            |
| 21.     | Добривоје Зечевић      | Југославија      | 1           | 11           | 0            | 4             |
| 21.     | Момчило Ђокић          | Југославија      | 1           | 11           | 0            | 0             |
| 21.     | Бранислав Секулић      | Југославија      | 1           | 7            | 0            | 0             |
| 21.     | Милован Јакшић         | БАСК             | 1           | 7            | 0            | 0             |
| 21.     | Светислав Глишовић     | БСК              | 1           | 5            | 0            | 3             |
| 21.     | Фране Ковачић          | ХАШК             | 1           | 5            | 0            | 0             |
| 21.     | Бранислав Димитријевић | Југославија      | 1           | 5            | 0            | 0             |
| 21.     | Мирослав Лукић         | Југославија      | 1           | 4            | 0            | 0             |
| 21.     | Марко Рајковић         | Грађански        | 1           | 2            | 0            | 0             |
| 21.     | Никола Марјановић      | БСК              | 1           | 0            | 0            | 0             |
| 21.     | Иван Стевовић          | БСК              | 1           | 1            | 0            | 0             |
| 21.     | Славко Шурдоња         | БСК              | 1           | 1            | 0            | 0             |
| 21.     | Иван Белошевић         | Конкордија       | 1           | 1            | 0            | 0             |
| 21.     | Аугуст Бивец           | Грађански        | 1           | 1            | 0            | 0             |

### Највише одиграних утакмица 1920 — 1933
| ред. бр | Име                   | Клуб         | Играо 1933. | Укупно играо | Голови 1933. | Укупно голова |
| ------- | --------------------- | ------------ | ----------- | ------------ | ------------ | ------------- |
| 1.      | Милутин Ивковић       | БАСК         | 2           | 37           | 0            | 0             |
| 1.      | Милорад Арсенијевић   | БСК          | 5           | 37           | 0            | 0             |
| 1.      | Благоје Марјановић    | БСК          | 5           | 37           | 2            | 19            |
| 4.      | Данијел Премерл       | ХАШК         | 5           | 29           | 1            | 1             |
| 5.      | Александар Тирнанић   | БСК          | 8           | 24           | 1            | 6             |
| 6.      | Ђорђе Вујадиновић     | БСК          | 4           | 19           | 2            | 12            |
| 7.      | Максимилијан Михалчић | Грађански    | 0           | 18           | 0            | 0             |
| 8.      | Емил Першка           | Грађански    | 0           | 14           | 0            | 2             |
| 8.      | Јован Спасић          | Југославија  | 1           | 14           | 0            | 0             |
| 10.     | Фрањо Гилер           | Грађански    | 3           | 13           | 0            | 3             |
| 10.     | Анђелко Марушић       | Хајдук Сплит | 4           | 13           | 0            | 0             |

### Листа стрелаца 1933
| Пласман | Име                 | Клуб       | Играо 1933. | Укупно играо | Голови 1933. | Укупно голова |
| ------- | ------------------- | ---------- | ----------- | ------------ | ------------ | ------------- |
| 1.      | Славко Кодрња       | Конкордија | 4           | 4            | 4            | 4             |
| 2.      | Александар Живковић | Грађански  | 3           | 8            | 3            | 10            |
| 2.      | Мирко Кокотовић     | Грађански  | 5           | 7            | 3            | 3             |
| 4.      | Благоје Марјановић  | БСК        | 5           | 37           | 2            | 19            |
| 4.      | Ђорђе Вујадиновић   | БСК        | 4           | 19           | 2            | 12            |
| 4.      | Владимир Крагић     | Грађански  | 2           | 3            | 2            | 2             |
| 7.      | Александар Тирнанић | БСК        | 8           | 34           | 1            | 6             |
| 7.      | Иван Хитрец         | ХАШК       | 1           | 11           | 1            | 10            |

### Листа стрелаца 1920 — 1933
| Пласман | Име                 | Клуб        | Играо 1933. | Укупно играо | Голови 1933. | Укупно голова |
| ------- | ------------------- | ----------- | ----------- | ------------ | ------------ | ------------- |
| 1.      | Благоје Марјановић  | БСК         | 5           | 37           | 2            | 19            |
| 2.      | Ђорђе Вујадиновић   | БСК         | 4           | 19           | 2            | 12            |
| 3.      | Иван Хитрец         | ХАШК        | 1           | 11           | 1            | 10            |
| 3.      | Александар Живковић | Конкордија  | 3           | 8            | 3            | 10            |
| 5.      | Александар Тирнанић | БСК         | 8           | 24           | 1            | 6             |
| 6.      | Добривоје Зечевић   | Југославија | 6           | 10           | 3            | 4             |
| 6.      | Бранко Зинаја       | ХАШК        | 0           | 6            | 0            | 4             |
| 6.      | Драган Јовановић    | Југославија | 0           | 8            | 0            | 4             |
| 6.      | Иван Бек            | Сет. ФРА    | 0           | 7            | 0            | 4             |
| 6.      | Славко Кодрња       | Конкордија  | 4           | 4            | 4            | 4             |